# 黒神遊夜
黒神 遊夜（くろかみ ゆうや）は、日本の漫画家、漫画原作者。

## 作品リスト

### 漫画
- 21世紀かぐや姫（『E☆2』vol.2（2005年）、vol.7（2007年））
- ゲーマガ4コマ劇場（『ゲーマガ』2008年3月号 - 2008年5月号）

### 漫画原作
- 屋上読書同盟（作画：神崎かるな、『電撃黒「マ）王』vol.2（2007年）） - 『しなこいっ』完全版下巻に収録。
- しなこいっ（作画：神崎かるな、『月刊コミックラッシュ』2008年7月号 - 2011年3月号[1]、単行本版全4巻、完全版全2巻）
- 竹刀短し恋せよ乙女（作画：神崎かるな、『月刊少年エース』2011年8月号[2] - 2013年7月号、全3巻）
- 武装少女マキャヴェリズム[3]（作画：神崎かるな、『月刊少年エース』2014年5月号[4] - 2022年8月号[5]、全13巻）
- よぅ、アクアリスト（作画：神崎かるな、『月刊少年エース』2023年10月号[6] - 2025年9月号[7]）

### イラスト
- ドキッ!幽霊&怪奇現象スペシャル（2006年7月13日発売、実業之日本社、ISBN 4-40861677X） - 表紙イラスト。

### アンソロジー
- 結い橋アンソロジーコミック（2002年12月15日発売、ソフトガレージ、ISBN 4-921068763） - イラスト、漫画。
- D.C. 〜ダ・カーポ〜キャラクターコミック Ver.朝倉音夢2（2005年9月[8]、ブロッコリー、ISBN 4-861762154） - 漫画。
- 極上生徒会 4コマ教育実習（2006年2月2日発売、コナミ、ISBN 4-861550890） - 漫画。
- 逆転裁判オフィシャルアンソロジーコミック 成歩堂編（2006年3月28日発売、カプコン、ISBN 4-862330398） - 漫画。
- Fate/hollow ataraxiaアンソロジーコミック2（2006年7月発売、フォックス出版、ISBN 4-903421139） - 漫画。
- グローランサーVジェネレーションズキャラクターズコミックアンソロジー（2006年8月31日発売、光文社、ISBN 4334806430） - 漫画。
- 逆転裁判オフィシャルアンソロジーコミック 成歩堂編2（2006年9月28日発売、カプコン、ISBN 4-862330819） - イラスト。
- Fate/stay night4コマアンソロジーコミックス（2007年3月31日発売、ホビージャパン、ISBN 978-4894255425） - 漫画。
- はっぴー腐女子（2007年10月発売、ホビージャパン、ISBN 978-4894256149） - 漫画。